# Делрој (Охајо)
Делрој (енгл. Dellroy) град је у америчкој савезној држави Охајо.

## Демографија
По попису из 2010. године број становника је 356, што је 62 (21,1%) становника више него 2000. године.
| Група             | 2000.       | 2010.       |
| Белци             | 292 (99,3%) | 346 (97,2%) |
| Афроамериканци    | 0 (0,0%)    | 2 (0,6%)    |
| Азијати           | 0 (0,0%)    | 0 (0,0%)    |
| Хиспаноамериканци | 0 (0,0%)    | 2 (0,6%)    |
| Укупно            | 294         | 356         |